# Tara (mèo)
Mèo Tara - Chú Mèo Anh hùng, còn được gọi với cái tên khác là Zatara, là một con mèo mướp cái sống ở California. Nó đã được mọi người trên toàn thế giới chú ý sau khi giải cứu con của gia đình chủ khỏi bị chó của hàng xóm tấn công. Khoảnh khắc được ghi lại trên các video giám sát hộ gia đình và trở thành một hiện tượng truyền thông, xuất hiện trên các trang web và tin tức được truyền hình trên toàn cầu.. Đoạn phim được tải lên trên YouTube đã thu hút hơn 16,8 triệu lượt xem trong 48 giờ đầu tiên.

## Số phận của con chó
Scrappy, con chó hàng xóm tấn công gia đình Tara một con chó lai hỗn hợp Labrador-Chow khoảng 8 tháng tuổi đã được chủ sở hữu của nó đưa đến Trung tâm chăm sóc động vật Thành phố Bakersfield sau đó vào ngày 13 tháng 5, khi nó bắt đầu thời gian cách ly 10 ngày bắt buộc để xác định xem con vật có bị mắc hay không mắc bệnh dại.
Sau khi video của Tara bị lan truyền, các trang web và kiến nghị trực tuyến xuất hiện kêu gọi chú chó không được an tử, và các cuộc gọi tràn ngập điện thoại tại Trung tâm chăm sóc động vật Bakersfield, theo giám đốc của nó, Julie Johnson. Mặc dù vậy, dựa trên những quan sát trong cũi trong thời gian cách ly, con chó vẫn được xếp vào loại động vật "hung ác" và "nguy hiểm". Do đó, yêu cầu nhận con nuôi đã bị từ chối nghiêm ngặt.
Vào cuối thời gian cách ly 10 ngày bắt buộc, Scrappy đã được cho an tử bất chấp sự phản đối của các nhóm động vật và dân oan trực tuyến. Con chó "đã bị an tử một cách nhân đạo vào cuối tuần qua" (ngày 24 tháng 5 năm 2014) theo Johnson, người lưu ý rằng vụ việc đã kết thúc một cách lặng lẽ.